# Regierungsbezirk Braunschweig

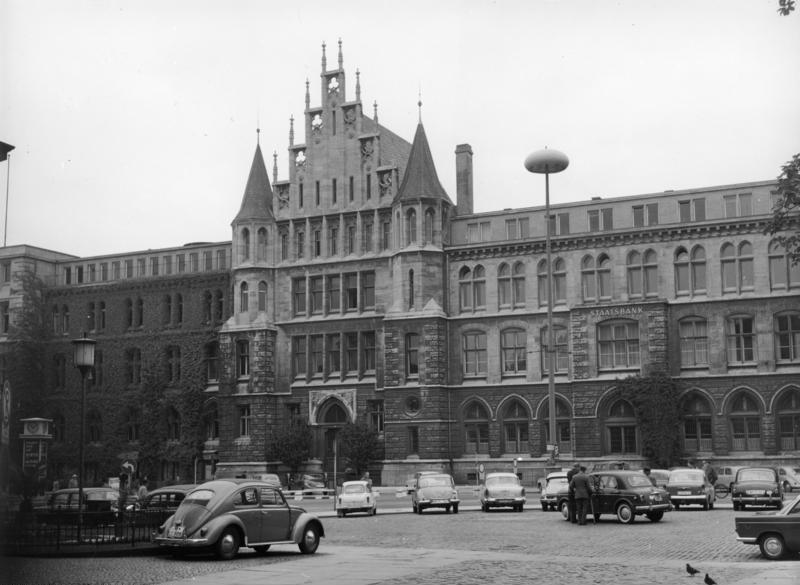
1961: Westliche Front (zum Ruhfäutchenplatz hin) des Verwaltungspräsidiums, Sitz des Verwaltungsbezirks Braunschweig

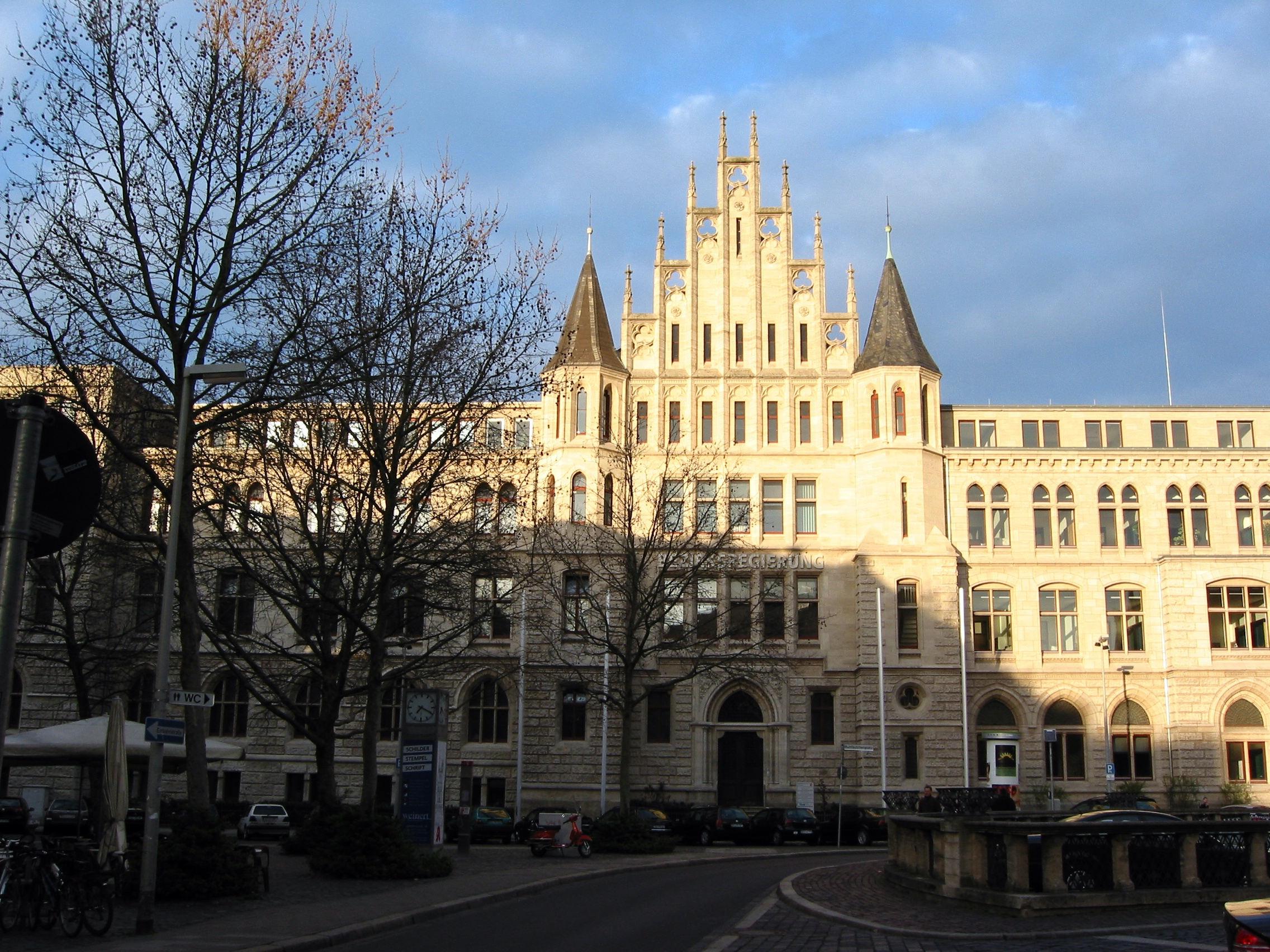
2005, kurz nach Aufhebung des Regierungsbezirks Braunschweig: Gleiche Ansicht des Gebäudes, zwischenzeitlich Sitz der Regierungsvertretung Braunschweig des Landes Niedersachsen und aktuell in Kernsanierung befindlich für das OLG Braunschweig

Der Regierungsbezirk Braunschweig war der kleinste Regierungsbezirk des Landes Niedersachsen. Er wurde 1978 aus dem ehemaligen Verwaltungsbezirk Braunschweig geschaffen und 2004 aufgelöst. 1978 vergrößerte sich der Regierungsbezirk gegenüber dem ehemaligen Verwaltungsbezirk erheblich, als große Teile des aufgelösten Regierungsbezirks Hildesheim (Landkreise Göttingen, Northeim, Osterode und Peine), sowie der Landkreis Gifhorn und die Stadt Wolfsburg aus dem Regierungsbezirk Lüneburg hinzukamen.

## Verwaltungsbezirk Braunschweig (1946–1978)
Innerhalb des Landes Niedersachsen wurde das Gebiet des ehemaligen Freistaats Braunschweig als einer von insgesamt acht Verwaltungs- bzw. Regierungsbezirken unter der Bezeichnung Verwaltungsbezirk Braunschweig weitergeführt.
Er umfasste die kreisfreien Städte Braunschweig, Goslar und Salzgitter (der Name dieser Stadt war zunächst noch Watenstedt-Salzgitter) und die Landkreise Braunschweig, Gandersheim, Goslar, Helmstedt, Wolfenbüttel sowie den Landkreis Blankenburg (dessen neuer Kreissitz Braunlage im Harz wurde).
Zum Landkreis Braunschweig gehörte bis dahin und auch nach Bildung des Verwaltungsbezirks Braunschweig bis 1972 die rund 150 km entfernt liegende Exklave Thedinghausen bei Verden. Seit 1972 gehört dieses Gebiet zum Landkreis Verden.
Der Landkreis Goslar mit den Städten Goslar und Salzgitter war erst 1941 im Austausch gegen den bis dahin braunschweigischen Landkreis Holzminden von der preußischen Provinz Hannover (Regierungsbezirk Hildesheim) zum damaligen Land Braunschweig gekommen. Ein Jahr danach wurde die Stadt Watenstedt-Salzgitter aus altbraunschweigischen und vormals preußischen (Provinz Hannover) Gebietsteilen neu gebildet.

## Regierungsbezirk Braunschweig (1978–2004)
Im Zuge einer Verwaltungsreform kamen zu dem Verwaltungsbezirk, jetzt Regierungsbezirk Braunschweig Teile des aufgelösten Regierungsbezirkes Hildesheim und des Regierungsbezirkes Lüneburg hinzu.
Am 31. Dezember 2004 wurden der Regierungsbezirk Braunschweig ebenso wie die anderen drei niedersächsischen Regierungsbezirke aufgehoben und deren Behörden, die Bezirksregierungen, aufgelöst.
Anstelle der 2005 eingerichteten Regierungsvertretung wurden 2014 Regionalbeauftragte für das Gebiet des früheren Regierungsbezirkes Braunschweig in den Grenzen von 1978 bis 2004 berufen. Für Zwecke der Amtlichen Statistik wurden die mit dem vorhergehenden Regierungsbezirken namens- und deckungsgleichen Statistischen Regionen eingeführt, im Fall Braunschweig mit dem Amtlichen Regionalschlüssel 031.

### Verwaltungsgliederung
| Landkreise                                                                                      | kreisfreie Städte                       |
| ----------------------------------------------------------------------------------------------- | --------------------------------------- |
| - Gifhorn - Goslar - Göttingen - Helmstedt - Northeim - Osterode am Harz - Peine - Wolfenbüttel | - Braunschweig - Salzgitter - Wolfsburg |

Die heutigen Landkreise haben durch die Kreisreform, die in Niedersachsen im Wesentlichen von 1972 bis 1977 durchgeführt wurde, ihre heutige Gestalt erhalten, gehen jedoch auf Landkreise zurück, die schon vor der Kreisreform bestanden.

## Behördenleiter
Behörde des Verwaltungsbezirks war bis 1977 Der Präsident des Niedersächsischen Verwaltungsbezirks Braunschweig mit einem ebenso bezeichneten „Verwaltungspräsidenten“ (VP) als Leiter. Von 1978 bis zu ihrer Auflösung Ende 2004 war die Bezirksregierung Braunschweig die Behörde des Regierungsbezirks, mit einem Regierungspräsidenten (RP) als Leiter.

### Präsidenten des Verwaltungsbezirks
- 1946–1955: Hubert Schlebusch
- 1956–1964: Friedrich August Knost
- 1964–1977: Willi Thiele (* 3. Oktober 1915; † 6. Februar 2000)

### Regierungspräsidenten
- 1978–1983: Joachim Passow (* 1925, † 1983), 1973–77 als Regierungsvizepräsident vertretungsweise Leiter des Regierungsbezirks Stade
- 1984–1990: Günter Niemann
- 1990–1993: Helmut Dohr
- 1993–1997: Karl-Wilhelm Lange
- 1997–1998: Peter-Jürgen Schneider
- 1998–2003: Axel Saipa